# Oragua repetita
Oragua repetita är en insektsart som beskrevs av Young 1977. Oragua repetita ingår i släktet Oragua och familjen dvärgstritar. Inga underarter finns listade i Catalogue of Life.